# Vonda N. McIntyre
Vonda Neel McIntyre (28. srpna 1948, Louisville, Kentucky, USA – 1. dubna 2019) byla americká spisovatelka, autorka mnoha knih sci-fi žánru, také z prostředí Star Trek či Star Wars.

## Životopis
Vystudovala univerzity v Pensylvánii (1968) a Washingtonu (1970), obor genetika. Věnovala se však plně dráze spisovatelky. Svou první povídku Break Point vydala v roce 1970.
V roce 1973 získala ocenění Nebula za svou první novelu Of Mist, and Grass and Sand. O šest let později převzala prestižní cenu Hugo za román Dreamsnake a za stejný román i podruhé ocenění Nebula.

## Vydané knihy

### Star Trek
- 1984 The Wrath of Khan , v českém vydání z roku 1991 pod názvem Khanův hněv
- 1984 The Search for Spock, v českém vydání z roku 1994 pod názvem Pátrání po Spockovi
- 1986 The Voyage Home , v českém vydání z roku 1994 pod názvem Zpěv z neznáma

### Jiné SF
- 1978 Dreamsnake, v českém vydání z roku 1993 pod názvem Strážce snů
- 1994 The Crystal Star – navazuje na Star Wars
- 2000 Starfarers, v českém vydání z roku 2000 pod názvem Poutníci po hvězdách